# Lijst van nummer 1-hits in Noorwegen in 2002
Deze hits stonden in 2002 op nummer 1 in de VG-lista, de bekendste hitlijst in Noorwegen.
| Week | Artiest             | Titel                      |
| ---- | ------------------- | -------------------------- |
| 1    | Anastacia           | Paid My Dues               |
| 2    | Anastacia           | Paid My Dues               |
| 3    | Anastacia           | Paid My Dues               |
| 4    | Scooter             | Ramp! (The Logical Song)   |
| 5    | Scooter             | Ramp! (The Logical Song)   |
| 6    | Shakira             | Whenever, Wherever         |
| 7    | Shakira             | Whenever, Wherever         |
| 8    | Shakira             | Whenever, Wherever         |
| 9    | Shakira             | Whenever, Wherever         |
| 10   | Shakira             | Whenever, Wherever         |
| 11   | Shakira             | Whenever, Wherever         |
| 12   | Shakira             | Whenever, Wherever         |
| 13   | Shakira             | Whenever, Wherever         |
| 14   | Shakira             | Whenever, Wherever         |
| 15   | Shakira             | Whenever, Wherever         |
| 16   | a-ha                | Forever Not Yours          |
| 17   | a-ha                | Forever Not Yours          |
| 18   | a-ha                | Forever Not Yours          |
| 19   | Shakira             | Whenever, Wherever         |
| 20   | Ronan Keating       | If Tomorrow Never Comes    |
| 21   | Ronan Keating       | If Tomorrow Never Comes    |
| 22   | Eminem              | Without Me                 |
| 23   | Eminem              | Without Me                 |
| 24   | Eminem              | Without Me                 |
| 25   | Elvis Presley & JXL | A Little Less Conversation |
| 26   | Elvis Presley & JXL | A Little Less Conversation |
| 27   | Elvis Presley & JXL | A Little Less Conversation |
| 28   | Elvis Presley & JXL | A Little Less Conversation |
| 29   | Elvis Presley & JXL | A Little Less Conversation |
| 30   | Elvis Presley & JXL | A Little Less Conversation |
| 31   | Elvis Presley & JXL | A Little Less Conversation |
| 32   | Elvis Presley & JXL | A Little Less Conversation |
| 33   | Elvis Presley & JXL | A Little Less Conversation |
| 34   | Elvis Presley & JXL | A Little Less Conversation |
| 35   | Elvis Presley & JXL | A Little Less Conversation |
| 36   | Avril Lavigne       | Complicated                |
| 37   | Avril Lavigne       | Complicated                |
| 38   | Avril Lavigne       | Complicated                |
| 39   | Avril Lavigne       | Complicated                |
| 40   | Las Ketchup         | The Ketchup Song (Aserejé) |
| 41   | Las Ketchup         | The Ketchup Song (Aserejé) |
| 42   | Las Ketchup         | The Ketchup Song (Aserejé) |
| 43   | Las Ketchup         | The Ketchup Song (Aserejé) |
| 44   | Las Ketchup         | The Ketchup Song (Aserejé) |
| 45   | Las Ketchup         | The Ketchup Song (Aserejé) |
| 46   | Las Ketchup         | The Ketchup Song (Aserejé) |
| 47   | Las Ketchup         | The Ketchup Song (Aserejé) |
| 48   | Las Ketchup         | The Ketchup Song (Aserejé) |
| 49   | Las Ketchup         | The Ketchup Song (Aserejé) |
| 50   | Las Ketchup         | The Ketchup Song (Aserejé) |
| 51   | Las Ketchup         | The Ketchup Song (Aserejé) |
| 52   | Las Ketchup         | The Ketchup Song (Aserejé) |